# Henri Routhier
Henri Routhier OMI (* 20. Februar 1900 in Pincher Creek, Alberta, Kanada; † 19. September 1989) war ein kanadischer Ordensgeistlicher und römisch-katholischer Erzbischof von Grouard-McLennan.

## Leben
Henri Routhier trat der Ordensgemeinschaft der Oblaten der Unbefleckten Jungfrau Maria bei und empfing am 7. September 1924 das Sakrament der Priesterweihe. 
Am 15. Juni 1945 ernannte ihn Papst Pius XII. zum Titularbischof von Naissus und zum Koadjutorvikar von Grouard. Der Erzbischof von Québec, Jean-Marie-Rodrigue Kardinal Villeneuve OMI, spendete ihm am 8. September desselben Jahres die Bischofsweihe; Mitkonsekratoren waren der Apostolische Vikar von Grouard, Ubald Langlois OMI, und der Erzbischof von Vancouver, William Mark Duke.
Routhier wurde am 18. September 1953 in Nachfolge des verstorbenen Ubald Langlois OMI Apostolischer Vikar von Grouard. Henri Routhier nahm an allen vier Sitzungsperioden des Zweiten Vatikanischen Konzils teil. Am 13. Juli 1967 wurde er infolge der Erhebung des Apostolischen Vikariats Grouard zum Erzbistum der erste Erzbischof von Grouard-McLennan.
Papst Paul VI. nahm am 21. November 1972 das von Henri Routhier vorgebrachte Rücktrittsgesuch an.